# Медведниця
Медведниця (хорв. Medvednica) — гірський масив на північ від Загреба, популярне місце відпочинку загребців. Максимальна висота — 1033 метрів над рівнем моря. 63 % території покриті широколистяним лісом, склад якого змінюється з висотою. Територія Медведниці є природним парком. На південному схилі розташований середньовічний замок Медведград. На вершині — Загребська телевежа заввишки 169 метрів. До вершини прокладено шосе і канатна дорога. На північному схилі регулярно проводяться міжнародні змагання з гірськолижного слалому під егідою Міжнародної федерації лижного спорту.